# バスケットボールジャパンTV
バスケットボールジャパンTV（Basketball Japan TV）は、bjリーグの全試合をストリーミング配信するWebサイト。ヒューマングループ（大阪エヴェッサの親会社）の子会社であるヒューマンビジネスサービス株式会社が運営していた。
2006年9月のbj-KBL チャンピオンシップゲームズで無料配信され、シーズン開幕とともに有料サービス開始。
2007-2008シーズンのライブ視聴は無料で行っていた。その他、元全日本女子の原田裕花による映像コラムやbjリーグの選手インタビューやイベントなど様々な情報もアップされていた。
略称「bjtv」。